# Френсіс Мод
Френсіс Ентоні Ейлмер Мод (англ. Francis Anthony Aylmer Maude; нар. 4 липня 1953, Абінгдон, Англія) — британський політик-консерватор. Член парламенту з 1983 по 1992 і з 1997 по 2015, Державний міністр торгівлі та інвестицій з 2015.

## Життєпис
Він є сином Ангуса Мода — члена Палати громад і міністра у першому уряді Маргарет Тетчер. Мод закінчив Кембриджський університет, а потім працював адвокатом (спеціалізується у галузі кримінального права). Його політична кар'єра почалася у 1983 році, коли він був вперше обраний до парламенту. У 1985 році він став одним з парламентських організаторів правлячої партії, а з 1987 року працював в уряді як один з так званих молодших міністрів. У цей період він працював у Міністерстві закордонних справ, де відповідав за питання європейської інтеграції. Після того, як прем'єр-міністром став Джон Мейджор, Мод обійняв посаду Фінансового секретаря Скарбниці (третій за рангом політик у Скарбниці).
На виборах у 1992 році він не зміг захистити свій депутатський мандат і, таким чином, було за межами політики. Він швидко знайшов себе у бізнесі, працював на керівних посадах в інвестиційних банках. У 1997 році він відновив своє місце у Палаті громад, хоча і в іншому виборчому окрузі. Він обіймав різні посади у тіньовому уряді, де спочатку був відповідальним за питання культури, засобів масової інформації та спорту, а пізніше був «тіньовим» Канцлером скарбниці і Міністром закордонних справ. Під час виборів нового лідера Консервативної партії у 2001 році, Мод вів невдалу кампанію Майкла Портільо.
Мод повернувся до партійного керівництва у 2005 році, коли на чолі консерваторів став Девід Кемерон, який призначив його головою партії (генеральним секретарем). У 2007 році він став «тіньовим» начальником Управління Кабінету міністрів.
Після перемоги на виборах у 2010 році і створення коаліційного уряду консерваторів і ліберал-демократів, Мод очолив політичне керівництво у Кабінеті міністрів. Він також отримав додаткову функцію Генерального скарбника.
Одружений, має трьох дітей.